# اعلانیه استقلال جمهوری ایرلند
اعلامیه جمهوریت ایرلند (به ایرلندی: Forógra na Poblachta) که همچنین به عنوان اعلامیه ۱۹۱۶ یا اعلامیه عید پاک شناخته می‌شود، سندی است که توسط داوطلبان ایرلندی و ارتش شهروندان ایرلندی هنگام عید پاک مورخه ۲۴ آوریل ۱۹۱۶، در ایرلند منتشر شد. در این اعلانیه، شورای نظامی اخوان جمهوری‌خواه ایرلند، که خود را " دولت موقت جمهوری ایرلند " نامیده‌اند، استقلال ایرلند را از بریتانیا اعلام کردند. قرائت اعلامیه توسط پاتریک پیرس در بیرون اداره پست عمومی (GPO) خیابان ساکویل شهر دوبلین، آغاز و لحظه ظهور این قیام بود. این اعلامیه بر اساس اعلامیه استقلال مشابهی صادر شد که طی شورش ۱۸۰۳ توسط رابرت امت صادر شده‌بود.

## اصول اعلامیه
اگرچه این قیام از نظر نظامی شکست خورد، اما اصول اعلامیه در درجات مختلف بر تفکر نسل‌های بعدی سیاستمداران ایرلندی تأثیر گذاشت. این سند شامل ادعاهای ذیل بود:
- رهبران قیام به نمایندگی ایرلند صحبت می‌کنند (ادعایی که توسط جنبش‌های شورشی ایرلندی مطرح می‌شد)
- «خیزش» موج دیگری از تلاش‌ها برای دستیابی به استقلال از طریق زور و به صورت مسلحانه است.
- اخوان جمهوری‌خواه ایرلندی، داوطلبان ایرلندی و ارتش شهروندان ایرلندی هسته اصلی قیام هستند.
- «مردم ایرلند حق مالکیت ایرلند را دارند»
- شکل دولت قرار است جمهوری باشد
- «آزادی مذهبی و مدنی، حقوق برابر و فرصت‌های برابر برای همه شهروندان» تضمین شده و اولین اشاره به برابری جنسیتی، با توجه به این که زنان ایرلندی طبق قوانین انگلیس مجاز به رای دادن نبودند، در اینجا مطرح شده.
- تعهد به حق رأی عمومی، پدیده‌ای که در آن زمان فقط به تعداد معدودی از کشورها، از جمله انگلیس محدود می‌شد.
- وعده «گرامی داشتن همه فرزندان ملت به‌طور مساوی». اگرچه این سخنان از دهه ۱۹۹۰ توسط طرفداران حقوق کودکان نقل شده‌است، «فرزندان ملت» اشاره به همه مردم ایرلند دارد.[۱]
- اختلافات بین ملی‌گرایان و اتحادگرایان را «اختلافاتی که دولت بیگانه با دقت پرورش داده‌اند» می‌داند و لذا تئوری دو ملت را مردود می‌داند.